# Весёлая (бухта)
Весёлая — бухта на севере Охотского моря в Тауйской губе на востоке полуострова Старицкого. Вдаётся в материк между мысами Красный на севере и Восточный на юге.

## Гидроним
Названа так за свой «весёлый, приветливый вид».

## География

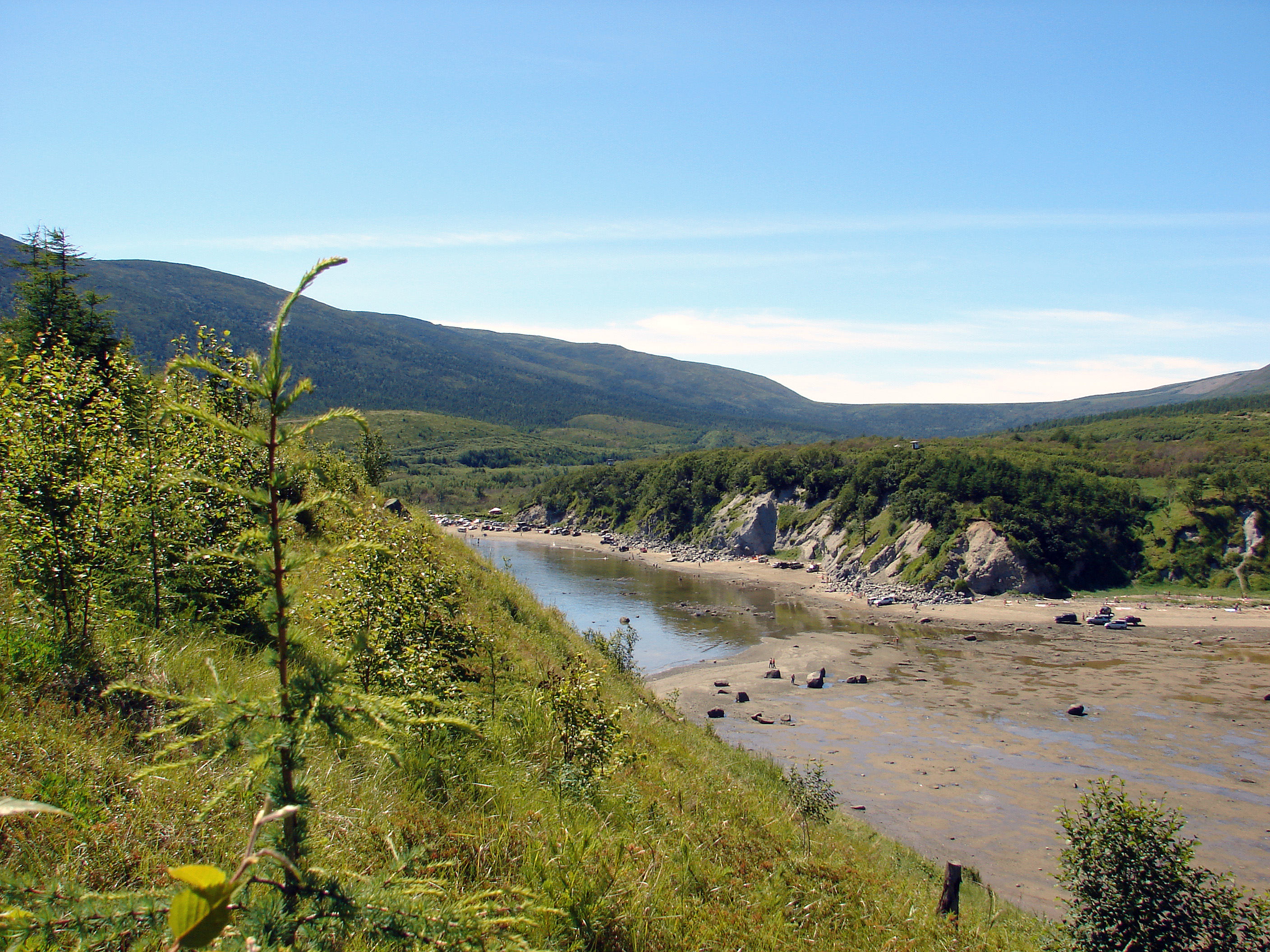
Устье ручья Весёлый.

Отделена от бухты Гертнера мысом Красный. Бухта — место впадения ручья Весёлый. Здесь расположен остров Вдовушка. Также недалеко от мыса Восточный находятся острова Три Брата, а от мыса Красный — остров Кекурный. На северном берегу бухты — остатки 1251-го зенитно-ракетного полка с ЗРК С-75. На северо-западном — заброшенный посёлок Старая Весёлая. На западном — развалины складов взрывчатых веществ и боеприпасов и полигон испытания и уничтожения взрывчатых веществ.